# Idrossilazione
Le idrossilazioni sono reazioni chimiche che portano all'introduzione di gruppi idrossile (OH-) in una molecola. Le idrossilazioni possono essere ottenute per via sintetica attraverso opportuni reagenti chimici organici e/o inorganici, oppure impiegando specifici enzimi chiamati idrossilasi.

## Biochimica
A livello biochimico gli enzimi che catalizzano queste reazioni sono le monoossigenasi, meglio conosciute come idrossilasi. Questi enzimi necessitano di NADPH e di ossigeno portando alla produzione di acqua. In essi vi è anche incluso un citocromo P450 che va a modulare una piccola catena respiratoria nella quale gli elettroni possono fluire, durante la reazione, dal NADPH all'ossigeno. Esempi di idrossilazioni si possono ritrovare nella sintesi dei glucocorticoidi e nelle reazioni di detossificazione dei farmaci.

## Chimica
Esistono molteplici metodi chimici, sia di puro interesse accademico che di interesse industriale, impiegati per ottenere idrossilazioni su differenti substrati:
- idrolisi, tramite rottura di un legame fra il substrato ed un eteroatomo ad opera di uno ione o di un radicale idrossilico, con seguente formazione del legame substrato-idrossile.
- via ozono su doppi legami seguita da idrolisi
- via ozono su carbonio terziario saturo (idrossilazione dei composti saturi)
- tramite sostituzione nucleofila, introducendo il gruppo -OH al posto di un altro gruppo detto uscente, ad esempio: 
  - alogenuro -Cl, -Br
  - bisolfato -HSO3
  - nitrico -NO2
  - nitroso -NO
- via tetrossido di osmio su doppi legami; esiste anche una variante enantioselettiva nota con il nome di diidrossilazione asimmetrica di Sharpless
- Per via radicalica con reattivo di Fenton, miscela piranha ecc.